# Câu lạc bộ ảnh Warszawa

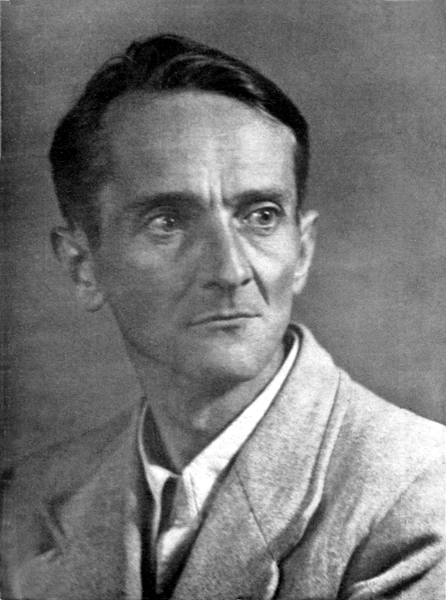
Witold Dederko - một trong những thành viên của Câu lạc bộ ảnh Warszawa

Câu lạc bộ ảnh Warszawa (tiếng Ba Lan: Fotoklub Warszawski) là một hiệp hội nhiếp ảnh thành lập năm 1938 tại Warszawa .

## Hoạt động
Câu lạc bộ ảnh Warszawa là hiệp hội không chính thức của các nhiếp ảnh gia, thành lập vào mùa đông năm 1938.  Hiệp hội không có tư cách pháp nhân, không được đăng ký và không có quy chế. Mục tiêu chính của Câu lạc bộ ảnh Warszawa  là tổ chức các cuộc họp của các thành viên trong tổ chức và trao đổi kinh nghiệm trong lĩnh vực nhiếp ảnh..Trụ sở của hội là căn hộ nghệ sĩ nhiếp ảnh người Warszawa - Janusz Podoski (sau này là thành viên sáng lập của Hiệp hội nhiếp ảnh gia nghệ thuật Ba Lan). Câu lạc bộ ảnh Warszawa dừng hoạt động vào mùa xuân năm 1939.

## Thành viên
Câu lạc bộ ảnh Warszawa  có hơn một chục thành viên, gồm: Zofia Chomętowska, Tadeusz Cyprian, Marian Dederko, Witold Dederko, Kazimierz Groniowski, Krystyna Neumanowa (Krystyna Gorazdowska), Jan Neuman, Fryderyka Olesińska, Tadeusz Podłkowski, Janusz Podoski, Klemens Składanek, Jerzy Stalony-Dobrzański, Jan Sunderland, Jerzy Sznajder, Halina Zalewska.